# Elymnias timandra
Elymnias timandra är en fjärilsart som beskrevs av Wallace 1869. Elymnias timandra ingår i släktet Elymnias och familjen praktfjärilar. Inga underarter finns listade i Catalogue of Life.